# أنجا الإرهايم
أنجا الإرهايم (بالدنماركية: Anja Al-Erhayem)‏ وهي مؤلفة أفلام ومخرجة دنماركية ولدت في سنة 1974 في الدنمارك وأنجا من والد عراقي وأم دنماركية، وقبل غزو العراق سافرت مع والدها في سنة 2002 إلى العراق أثناء الحصار الدولي على العراق وعملت هناك فلم عن عائلتها بعنوان العودة إلى بغداد وصورت حياة العراقيين خلال فترة حكم صدام حسين وهذا الفلم فاز بعدة جوائز دولية بعد بداية الحرب وقامت أنجا بعمل فلم آخر وهو وايد أنجل.

## روابط خارجية
- أنجا الإرهايم على موقع IMDb (الإنجليزية)
- أنجا الإرهايم على موقع ألو سيني (الفرنسية)
- أنجا الإرهايم على موقع أول موفي (الإنجليزية)
- أنجا الإرهايم على موقع قاعدة بيانات الفيلم (الإنجليزية)